# Asbecesta cyanipennis
Asbecesta cyanipennis es un coleóptero de la familia Chrysomelidae. Fue descrita científicamente por primera vez en 1877 por Harold.